# Стадион Касике Дирианген
Стадион Касике Дирианген (шп. Estadio Cacique Diriangén) је вишенаменски стадион у граду Дириамба, Никарагва.

Углавном користи за фудбалске утакмице и домаћи је стадион за локални фудбалски клуб Дирианген. Стадион прима 8.000 људи.
У априлу 2017. године стадион је реновиран.

## Отварање стадиона
Стадион је званично отворен 1992. године током администрације госпође Виолете Бариос де Чаморо као председнице Републике. Стадион је изграђен на шест фудбалских терена „Педагошког завода Дириамба“ (ИПД), са оријентацијом терена од севера ка југу.
Потпуно омеђен и игралиште и инфраструктурним објектима, има димензије (102 × 68 м) потребне не само за утакмице Прве лиге већ и за међународне утакмице, што је врлина која се годинама сматра јединим фудбалским стадионом, са одговарајућим карактеристикама за званичне утакмице како на нивоу тимова тако и репрезентација у својим различитим категоријама.
Деловао је као званично седиште фудбалске репрезентације Никарагве, пре инаугурације Националног фудбалског стадиона Никарагве у Манагви. То је тренутно други фудбалски стадион са највећим капацитетом у земљи  од 8 хиљада гледалаца.

## Реновирање стадиона
Поводом стогодишњице од оснивања ФК Дирианген 2017. године,стадион је делимично преуређен, постављена је расвета и првокласна трава.
Стадион је добро одржаван, његово коришћење се редовно своди на игре тимова Дириамба који учествују у првој националној дивизији (мушки и женски).
Због лошег стања осталих терена, на овом стадиону се играју завршне фазе осталих категорија које се на овом стадиону уобичајено не користе. Један од примера је Трећа општинска савезна дивизија као и Самостална лига и Папи фудбалска лига.